# Fever Ray (album)
Fever Ray è il primo album in studio della cantante svedese Fever Ray, pubblicato nel gennaio 2009.

## Descrizione
La prima traccia If I Had a Heart, è stata utilizzata come sigla della serie televisiva Vikings ed è inoltre presente nella colonna sonora dell'episodio 4x03 (Casa aperta) della serie televisiva Breaking Bad.

## Tracce

### Edizione standard
Testi e musiche di Fever Ray, eccetto dove è indicato.
1. If I Had a Heart – 3:49
2. When I Grow Up – 4:31
3. Dry and Dusty – 3:45
4. Seven – 5:10
5. Triangle Walks – 4:23
6. Concrete Walls – 5:40
7. Now's the Only Time I Know – 3:59
8. I'm Not Done – 4:20
9. Keep the Streets Empty for Me – 5:40 (Fever Ray, Cecilia Nordlund)
10. Coconut – 6:48

Bonus track per il Giappone
1. If I Had a Heart (Familjen Remix) – 3:56
2. When I Grow Up (Van Rivers Dark Sails on the Horizon Mix) – 9:18
3. If I Had a Heart (Fuck Buttons Remix) – 8:26

### Edizione deluxe
Disco 1
1. If I Had a Heart – 3:49
2. When I Grow Up – 4:31
3. Dry and Dusty – 3:45
4. Seven – 5:10
5. Triangle Walks – 4:23
6. Concrete Walls – 5:40
7. Now's the Only Time I Know – 3:59
8. I'm Not Done – 4:20
9. Keep the Streets Empty for Me – 5:40 (Fever Ray, Cecilia Nordlund)
10. Coconut – 6:48
11. Stranger than Kindness (Nick Cave cover) – 5:00 (Anita Lane, Blixa Bargeld)
12. Here Before (Vashti Bunyan cover) – 3:15 (Vashti Bunyan)

Disco 2 (DVD)
1. If I Had a Heart (music video)
2. When I Grow Up (music video)
3. Triangle Walks (music video)
4. Seven (music video)
5. Stranger than Kindness (music video)
6. Fever Ray Tour Trailer 2009 (video)

Disco 3 (Live in Luleå)
1. If I Had a Heart – 5:07
2. Triangle Walks – 4:21
3. Concrete Walls – 6:00
4. Seven – 5:36
5. I'm Not Done – 4:40
6. Now's the Only Time I Know – 3:55
7. Keep the Streets Empty for Me – 5:43 (Fever Ray, Cecilia Nordlund)
8. Dry and Dusty – 3:39
9. Stranger than Kindness – 5:05 (Anita Lane, Blixa Bargeld)
10. When I Grow Up – 5:36
11. Here Before – 3:44 (Vashti Bunyan)
12. Coconut – 8:02